# Tulasnella irregularis
Tulasnella irregularis é uma espécie de fungo pertencente à família Tulasnellaceae.